# Neocypridopsis
Neocypridopsis is een geslacht van kreeftachtigen uit de klasse van de Ostracoda (mosselkreeftjes).

## Soorten
- Neocypridopsis frigogena (Graf, 1931)
- Neocypridopsis granulosa (Daday, 1902)